# هورسفلدية كبيرة
هورسفلدية كبيرة (الاسم العلمي:Horsfieldia grandis) هي نوع هجين من النباتات تتبع جنس الهورسفلدية من الفصيلة البسباسية.